# Баскетбольний союз Республіки Сербської
Баскетбольний союз Республіки Сербської (серб. Кошаркашки савез Републике Српске) — баскетбольна федерація, яка займається організацією клубних турнірів з баскетболу, управління баскетбольними клубами і розвитком баскетболу на території Республіки Сербської. Співпрацює з Міністерством у справах сім'ї, молоді та спорту Республіки Сербської. Повноправний член Спортивного союзу Республіки Сербської, співпрацює з Баскетбольним союзом Сербії. Адреса головного офісу: Баня-Лука, вулиця Драгомира «Дразі» Малича, будинок 1.

## Турніри
Баскетбольний союз Республіки Сербської управляє баскетбольними клубами Республіки Сербської і організовує проведення змагань з баскетболу в країні.
- Кубок Республіки Сербської з баскетболу
- Перша чоловіча ліга Республіки Сербської з баскетболу
- Перша жіноча ліга Республіки Сербської з баскетболу
- Друга чоловіча ліга Республіки Сербської з баскетболу (група «Захід»)
- Друга чоловіча ліга Республіки Сербської з баскетболу (група «Схід»)
- Друга чоловіча ліга Республіки Сербської з баскетболу (група «Центр»)
- Баскетбольний рада Республіки Сербської
- Баскетбольна ліга в рамках Малих олімпійських ігор Республіки Сербської

## Організація
На чолі союзу стоїть президент Борис Спасоєвич. Найвищі органи — Скупщина і Президія. Усередині Баскетбольного союзу діє Об'єднання баскетбольних тренерів Республіки Сербської. Руководствоу союзу підкоряються чотири баскетбольних комітету (по регіонах):
- Баня-Лука
- Бієліна та Братунац
- Романія — Герцеговина та Білеча
- Добой і Модрича

## Зареєстровані баскетбольні клуби
- Борац (Баня-Лука)[1]
- Ігокеа (Александровац)
- Герцеговац (Білеча)
- Младост '76 (Прнявор)
- ФінДо (Добой)
- Шампіон Алф-ом (Баня-Лука)
- Роокіє (Баня-Лука)
- Младост (Котор-Варош)
- Прієдор
- Хунтерс (Прієдор)
- Власениця
- Слобода (Нові-Град)
- Яхоріна-Пале
- Фенікс (Пале)
- Славія (Східне Сараєво)
- Слобода 73 (Нові-Град)
- Райко Црноборня-Гліго (Нові-Град)
- Леотар (Требіньє)
- СЛ ІАТ Леотар (Требіньє)
- Братунац
- Бієліна Плюс (Бієліна)
- Радник (Бієліна)
- Будучност (Бієліна)
- Сутьєска (Фоча)
- Рудар (Углєвік)
- Врело Бобар
- Банялучка Півара (Баня-Лука)
- Варда-ХЕ (Вишеград)
- Дрина (Зворнік)
- Вулф Секьюрити
- Радивой Корач (Баня-Лука)
- Свєтосавац (Баня-Лука)
- Дельта (Баня-Лука)
- Звієзда (Баня-Лука)
- Модрича
- Теслич
- Укріна (Дервента)
- Омарска
- Србац
- Уна (Козарська-Дубиця)
- Ігман (Східне Сараєво)
- Гласінац (Соколац)
- Губер
- Гацко
- Српскі Соко
- Дервента
- ОКК Прнявор (Прнявор)